# Кияницький парк
Кияни́цький парк — парк-пам'ятка садово-паркового мистецтва загальнодержавного значення в Україні від 1972 року. Розташований у межах Сумського району Сумська області, в смт Кияниця. 
Площа 55,7 га. У 1960 р. його віднесли до природно-заповідних об'єктів. Парк оголошено пам'яткою садово-паркового загальнодержавного значення постановою колегії Держкомітету Ради Міністрів Української РСР по екології і раціональному природокористуванню від 30 серпня 1990 року № 18. Положення про природоохоронний статус парку було затверджено наказом № 632 від 12 грудня 2012 року Міністерства екології та природних ресурсів України.

## Історія

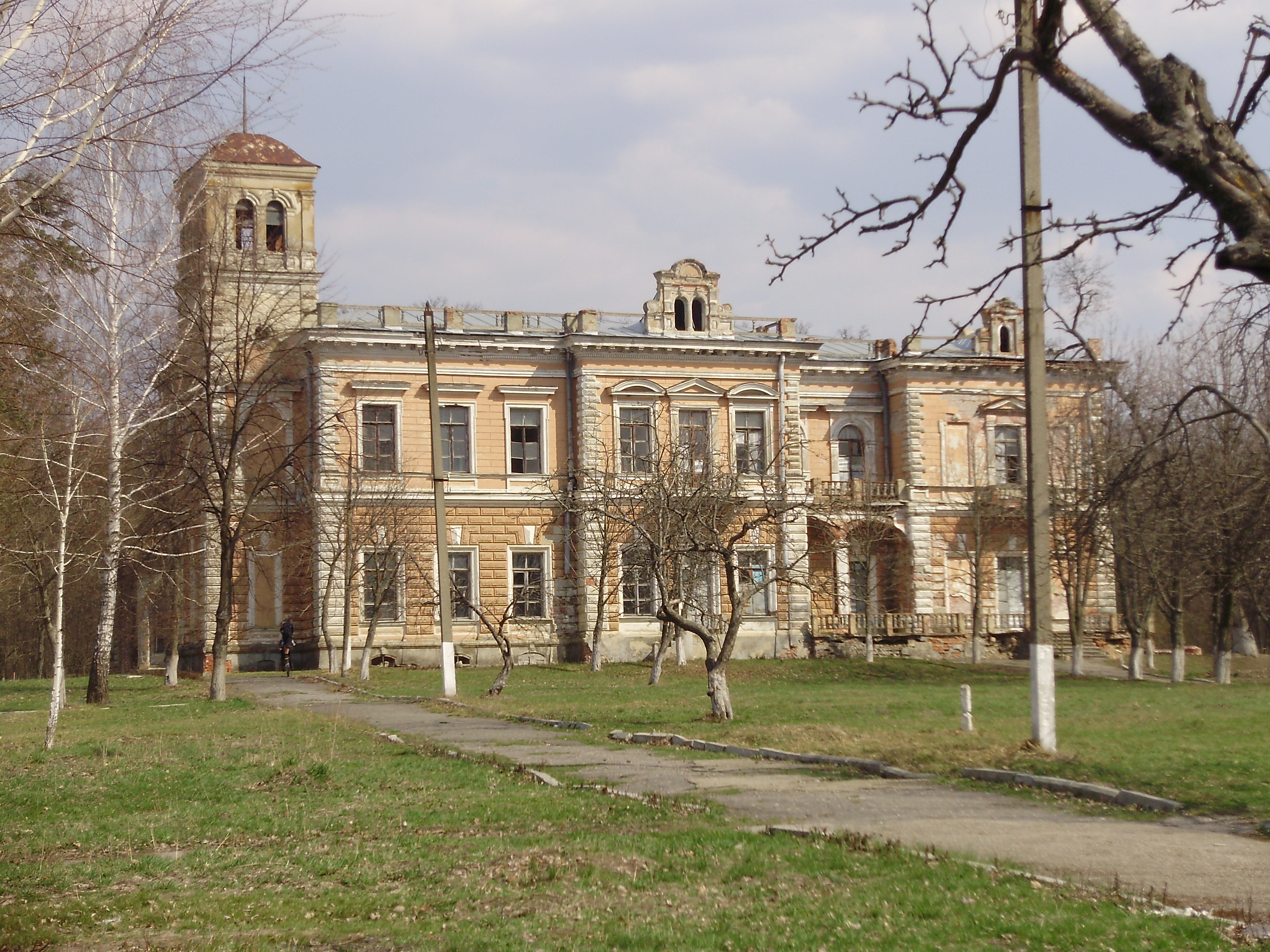
Загальний вигляд палацу (2011 р.)

З розвитком капіталізму в 2-й пол. XIX ст. на Сумщині, як і в інших районах півдня Російської імперії, купці та цукрозаводчики почали орендувати або скуповувати у поміщиків садиби та землі навколо них. Поміщик Савич 1865 року продав помістя разом з лісами, ріллею, сінокосами і пасовищами, яке було його власністю, промисловцю Івану Харитоненку. Парк був закладений наприкінці 19 століття. Є припущення, що Киянський парк був сформований відповідно до ідей його нового власника. Інші джерела містять свідчення, що парк був спроектований за участю Адольфа Абалтіна, який в 1904 році заклав парк у Сумах. 
1891 року, після смерті власника, садиба перейшла у власність племінниці Івана Харитоненка — Марії Ліщинської. Вона була дружиною сумського купця другої гільдії. На поч. 1890-х рр. в південно-західній частині Кияницького лісопаркового масиву на березі ставка збудовано двоповерховий палац у стилі Ренесанс, а перед його парадним входом на південь облаштовано просторий партер. Палац відзначався декоративним інтер’єром, чудовим зимовим садом, розкішним акваріумом. 
Партер на фото 1903 p., яке зберігають краєзнавці, виглядав казково: газони, невеликі декоративні кущі та квіти створювали чудову пейзажну картину біля споруди. 1895 року на Петропавловській площі відбулась сільськогосподарська виставка, участь в якій брала Марія Ліщинська, представляючи павільйон з квітами. Біля головної споруди комплексу зростали декоративні кущі, розташовувались газони. Під час  громадянської війни 1917–1918 років територія була спустошена, палац спалено. Роками пізніше частину ділянки відновили, палац відбудований у початковому вигляді. За радянських часів в палаці та на парковій території була розміщена туристична база. Парк став частиною земель радгоспу імені С. Кірова. 1960 року паркова територія почала значитись в переліку природно-заповідних об'єктів. В XXI столітті природоохоронна територія потребує реконструкції. Ректор Сумського національного аграрного університету, на балансі якого з 2000 року перебуває парк, повідомив, що планується проведення робіт для відновлення парку. Для цього мають бути залучені німецькі технології. Анонсовано відновлення проведення екскурсій.

## Опис
Пам'ятка розміщена на 30-му кілометрі автомагістралі Суми — Курськ. На території парку розташований Палац Харитоненка, який був побудований понад століття тому. Парк розміщений на східному березі великого ставу (площа понад 25 га). На березі ставка в парку збудована альтанка, а парк був створений на основі кленово-липово-дубового переліску. На території парку були елементи ландшафтної та регулярної частини. Паркова територія поділялась на англійську та французьку частини. Французька частина була прикрашена скульптурами. Були розміщені екзотичні кущі та дерева. Засновники саду висаджували рослини за певним принципом. Крони дерев не створювали перешкод для проникнення світла до кущів. Від палацу до навколишньої території були спрямовані вимощені доріжки. Фонтани працювали перед будинком. Арочний міст, який створили з червоної цегли, пролягав через яр. Також на ділянці збереглись господарські будівлі. На території парку є спортивні майданчики та футбольне поле. 

## Рослинність

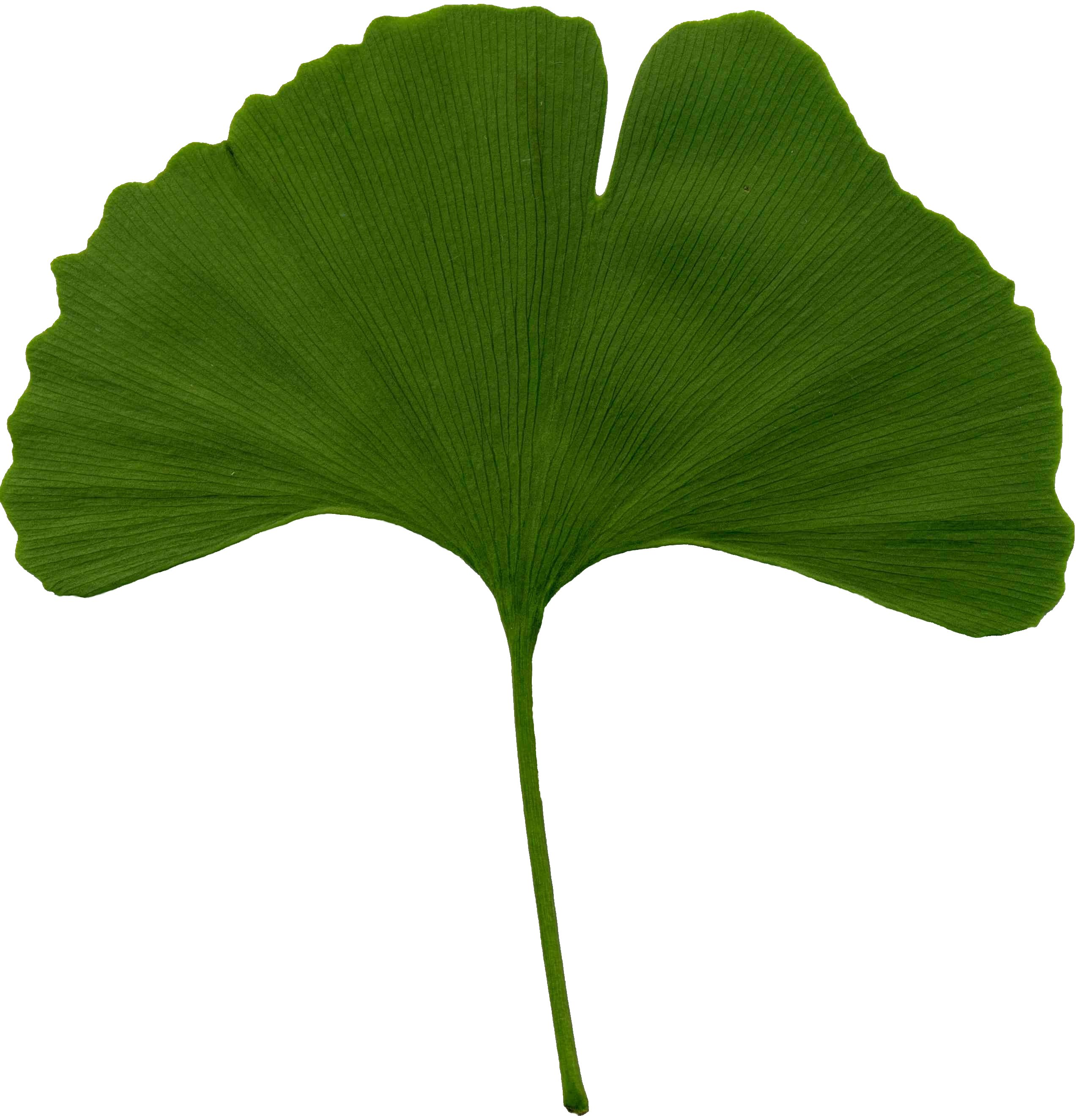
Листок реліктового дерева Гінкго

На території Кияницького парку зростали модрини, ялини, сосни та дерева липово-дубового лісового масиву. Поблизу доріжок, галявин та лісових прогалин були висаджені ялина європейська та сосна Веймутова. Стали поширеними клен цукристий, платан західний, гінкго дволопатеве та ялівець віргінський. На території парку зростають дуби, вік яких становить 250—300 років та ялини, модрини та сосни, висота яких перевищує 25 метрів. Товщина стовбурів приблизно дорівнює 60—80 сантиметрів. Зростають ясени, дуби та клени. Гінкго дволопатеве та платан західний були висаджені на території парку понад 125 років тому. Гінкго представлене трьома особинами, які через близьке розміщення мають деформовану крону. Найвище дерево в біогрупі досягає 12 м. Товщина стовбура — понад 50 см. Платан західний заввишки понад 12 м. Зростає дуб, вік якого 700 років. Рослинні насадження періодично поповнювались спеціалістами та населенням Кияниці. На території Киянського парку зростає береза повисла, тополя біла, липа серцелиста, клен гостролистий, ясен звичайний, дуб звичайний, бруслина європейська, бруслина бородавчата, жимолость татарська, бузина червона, бузина чорна, жостір проносний, ліщина звичайна. Були насадженні нові види дерев: липа європейська, дуб північний, гіркокаштан червоний, гіркокаштан звичайний, лох вузьколистий, бархат амурський. Поширення набули липа широколиста форма розсіченолиста, вільха клейка форми розсіченолиста, бузок звичайний, таволга верболиста, птелея трилиста, горобинник горобинолистий, свидина кров'яна. Дендрологічна колекція природоохоронного об'єкту представлена 29 родинами рослин: тисовими, сосновими, гінкговими, кипарисовими, голонасінними. Є 25 родин квіткових рослин. На території парку всього зростає понад 100 видів та форм дерев, ліан та чагарників.